# A keresztyén tökéletesség világos leírása
A keresztyén tökéletesség világos leírása című könyv John Wesley munkája. Ebben összefoglalja a keresztény tökéletességről (más néven teljes megszentelődés) alkotott tanát. Wesley az alábbi módon jellemezte művét: „Az alábbi írással az a célom, hogy világosan és pontosan leírjam azokat a lépéseket, amelyek révén hosszú évek alatt eljutottam a keresztény tökéletesség tanához. Tartozom ezzel a komoly embereknek, akik meg kívánják ismerni a teljes igazságot, „ahogyan az megvalósult Jézusban” [Ef 4,21; vö. Károli]. Az ilyesfajta kérdések csak őket foglalkoztatják. Szeretném nekik nyíltan kijelenteni a dolgot, úgy, ahogy van, végig annak bemutatására törekedve, hogy az egyes időszakokban mit gondoltam és miért.”
A könyv magyar nyelven a Názáreti Egyház Alapítvány kiadásában jelent meg 2013 őszén. A könyv nyomtatott kiadásban és elektronikusan egyaránt elérhető. Az utóbbi a Wesleyan-Holiness Digital Library és a Magyar Elektronikus Könyvtár honlapján megtalálható PDF formátumban.